# Като Дзьодзі
Като Дзьодзі (яп. 加藤条治, 6 лютого 1985) — японський ковзаняр, призер Олімпійських ігор, чемпіон світу, рекордсмен світу. 
Като Дзьодзі спеціалізується на коротких дистанціях, зокрема на дистанції 500 м. У листопаді 2005 він встановив на цій дистанції світовий рекорд, який протримався до березня 2007. Чемпіоном світу Като став у віці 20 років на чемпіонаті світу на окремих дистанціях 2005 року, що проходив у німецькому Інцелі. 
Бронзову олімпійську медаль Като виборов на дистанції 500 м на Олімпіаді у Ванкувері.